# Emāmqolī Kandī-ye Soflá
Emāmqolī Kandī-ye Soflá (persiska: اِمامقُلی‌كَندئ سُفلَى, امامقلی‌کندی سفلی) är en ort i Iran.   Den ligger i provinsen Västazarbaijan, i den nordvästra delen av landet, 700 km nordväst om huvudstaden Teheran. Emāmqolī Kandī-ye Soflá ligger 1 705 meter över havet och antalet invånare är 166.
Terrängen runt Emāmqolī Kandī-ye Soflá är kuperad åt sydväst, men åt nordost är den bergig. Emāmqolī Kandī-ye Soflá ligger nere i en dal. Runt Emāmqolī Kandī-ye Soflá är det ganska glesbefolkat, med 39 invånare per kvadratkilometer. Närmaste större samhälle är Seyah Cheshmeh, 14,2 km sydväst om Emāmqolī Kandī-ye Soflá. Trakten runt Emāmqolī Kandī-ye Soflá består i huvudsak av gräsmarker.